# Šituf u-fituach
Šituf u-fituach (hebrejsky: שיתוף ופיתוח‎, arabsky: إشراك وتطوير‎, doslova Spolupráce a rozvoj) je bývalá izraelská politická strana izraelských Arabů a drúzů existující v letech 1966–1967.

## Okolnosti vzniku a ideologie strany
Strana byla založena 5. července 1966 během fungování šestého Knesetu zvoleného ve volbách roku 1965, kdy se sloučily dvě do té doby samostatné strany izraelských Arabů: Šituf ve-achva (Spolupráce a bratrství) a Kidma u-fituach (Pokrok a rozvoj). Každá z nich měla v šestém Knesetu po dvou poslancích, takže nově utvořená aliance měla celkem čtyři mandáty. Jejími poslanci byli Sajfuddín az-Zuabí (dříve Kidma u-fituach), Elias Nachla (dříve Kidma u-fituach), Džabar Muadí (dříve Šituf ve-achva) a Di'ab Obejd (dříve Šituf ve-achva). Obě strany byly dosud spřízněné s dominantní židovskou levicovou stranou Mapaj a jako takové tvořily součást vládní koalice kabinetu Leviho Eškola. Tuto provládní roli převzala i nově utvořená strana Šituf ve-pituach.
Už 1. ledna 1967 se ale nová strana rozpadla opět na původní dvě samostatné politické formace. Ty se v následující době navíc dále štěpily. Džabar Muadí tak založil vlastní politickou stranu ha-Si'a ha-druzit ha-jisra'elit, zatímco Elias Nachla vytvořil stranu Achva jehudit-aravit (Židovsko-arabské bratrství). Později Muadí přešel do Kidma u-fituach, zatímco Nachla se stal členem Šituf ve-achva, čímž si oba poslanci vyměnili své politické strany. Každopádně střechová platforma jako Šituf ve-pituach už nevznikla a do voleb roku 1969 šly obě arabské strany samostatně.